# 加拉齐
加拉齐（希臘語：Γαλάτσι）是希腊阿提卡大區中雅典专区的市镇，位于雅典都会区北部郊区。市镇面积为4.026平方公里，2021年人口数量为57,909人。
直至20世纪中叶此地主要还是农田，但由于首都雅典持续扩张，加拉齐快速城镇化，并成为雅典都会区的一部分。

## 人口数据
| 年份 | 人口数量 |
| ---- | -------- |
| 1981 | 50,096   |
| 1991 | 57,230   |
| 2001 | 58,042   |
| 2011 | 59,345   |
| 2021 | 57,909   |